# Bagh-nakha

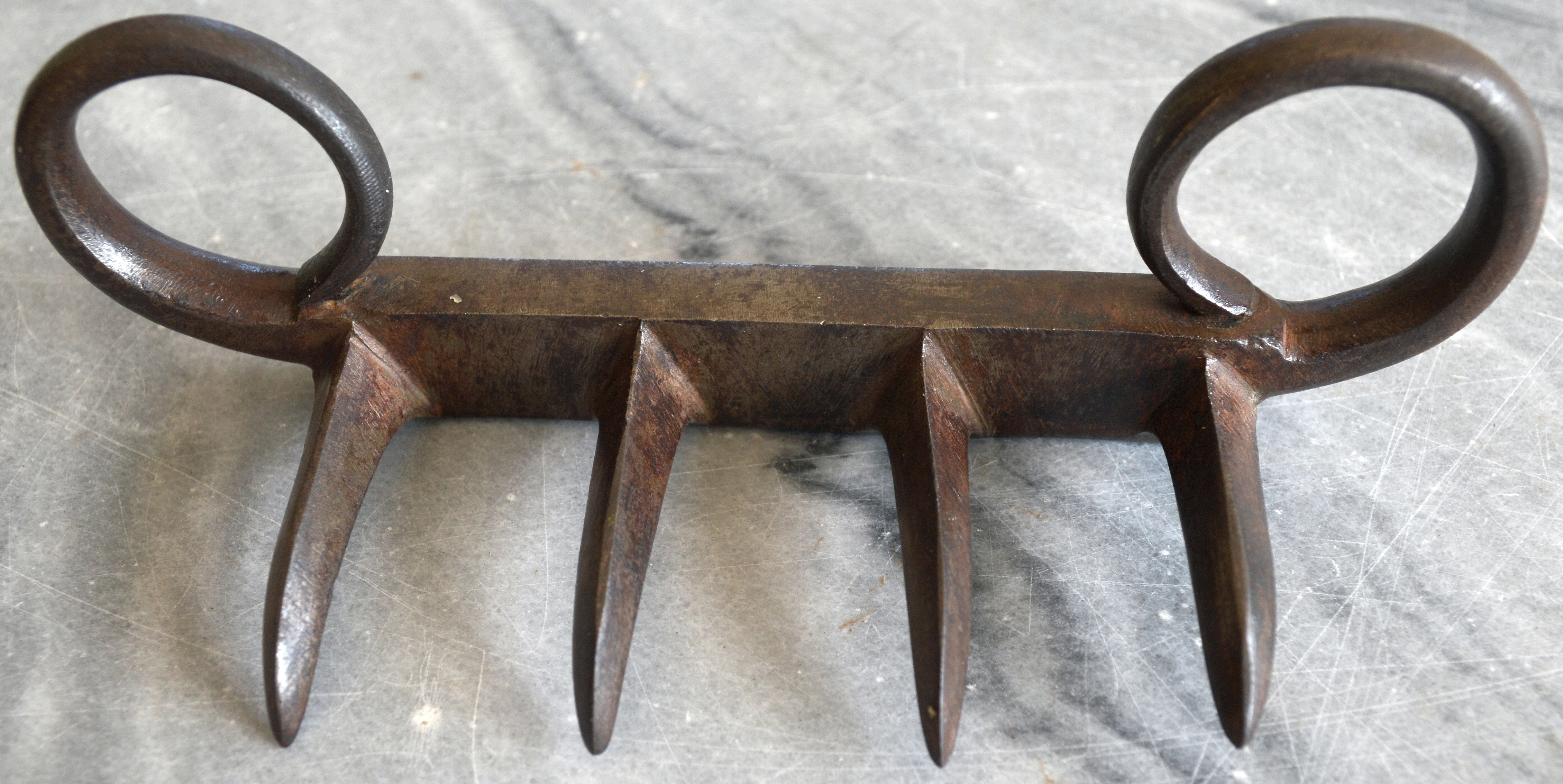
Bagh-nakha

Le Bagh-nakh (ou wagnak), soit « griffe de tigre », est une arme de corps à corps indienne utilisée par les Rajputs, les Moghols et les Marathes. Elle est constituée de griffes d'acier fixées à la main, parfois au moyen d'un gant.
C'est l'arme utilisée par le Marathe Shivaji Bhonsle, fondateur du Royaume Marâthe, le 10 novembre 1659 pour abattre Afzal Khan, le général que le sultan de Bijapur Ali Adil Shah II avait envoyé pour le soumettre.